# هون‌آمی کوئه‌تسو
هون‌آمی کوئه‌تسو (ژاپنی: 本阿弥 光悦؛ ۱۵۵۸ – ۲۷ فوریهٔ ۱۶۳۷) سازنده ظروف سفالین، خوشنویس، نقاش، و شاعر اهل ژاپن بود.